# Liste der slowenischen Abgeordneten zum EU-Parlament (2024–2029)
Die Liste der slowenischen Abgeordneten zum EU-Parlament (2024–2029) listet alle slowenischen Mitglieder des 10. Europäischen Parlaments nach der Europawahl in Slowenien 2024 auf.

## Aktuelle Mandatsstärke der Parteien
- S&D: 1
- G/EFA: 1
- RE: 2
- EVP: 5

| Nationale Partei                            | Mandate | Fraktion                                                                               |
| ------------------------------------------- | ------- | -------------------------------------------------------------------------------------- |
| Slovenska demokratska stranka (SDS)         | 04      | Fraktion der Europäischen Volkspartei (EVP)                                            |
| Nova Slovenija – Krščanski demokrati (N.Si) | 01      | Fraktion der Europäischen Volkspartei (EVP)                                            |
| Gibanje Svoboda (GS)                        | 02      | Renew Europe (RE)                                                                      |
| VESNA – zelena stranka (VESNA)              | 01      | Die Grünen/Europäische Freie Allianz (G/EFA)                                           |
| Socialni demokrati (SD)                     | 01      | Fraktion der Progressiven Allianz der Sozialdemokraten im Europäischen Parlament (S&D) |
| SUMME                                       | 09      |                                                                                        |

## Abgeordnete
| Bild | Name              | geb. | MEP seit      | Partei | Fraktion | Kommentar |
| ---- | ----------------- | ---- | ------------- | ------ | -------- | --------- |
|      | Branko Grims      | 1965 | 16. Juli 2024 | SDS    | EVP      |           |
|      | Irena Joveva      | 1989 | 2. Juli 2019  | GS     | RE       |           |
|      | Matjaž Nemec      | 1980 | 18. Mai 2022  | SD     | S&D      |           |
|      | Vladimir Prebilič | 1974 | 16. Juli 2024 | VESNA  | G/EFA    |           |
|      | Marjan Šarec      | 1977 | 16. Juli 2024 | GS     | RE       |           |
|      | Zala Tomašič      | 1995 | 16. Juli 2024 | SDS    | EVP      |           |
|      | Romana Tomc       | 1965 | 1. Juli 2014  | SDS    | EVP      |           |
|      | Matej Tonin       | 1983 | 16. Juli 2024 | NSi    | EVP      |           |
|      | Milan Zver        | 1962 | 14. Juli 2009 | SDS    | EVP      |           |